# Tom Snare
Tom Snare to zespół trzech ludzi, w skład którego wchodzą: gitarzysta Steve Watt, producent Xavier De Canter i DJ Steed. Sławę przyniósł im singel Philosophy który osiągnął 2. miejsce na liście przebojów we Francji na początku 2006 roku; Tom Snare jest teraz na top-liście najlepszych DJ-ów na świecie. Przed kawałkiem Philosophy Tom Snare tworzył pod różnymi pseudonimami, m.in.: Blue Star, Pure Star, Master Of Sciences i Undertalk. Pierwszy album Toma Snare'a został wypuszczony w październiku 2006 roku.

## Dyskografia

### Album
- Tom Snare's World (2006)
- Tom Snare's World 2nd version (2007)

### Single
- Waterfalls (2003)
- Philosophy (2006)
- My Mother Says (2006)
- My Homeworld (2007)
- Manureva 2007 (2007) (pod pseudonimem Art Meson)
- Apology (2007)
- Ou tu veux (2007)
- Don't talk (2007) (Art Meson)